# Patrimoni dell'umanità della Corea del Sud
I siti dell'UNESCO sono monumenti, centri storici, parchi archeologici e naturali, luoghi che rappresentano il patrimonio naturale e culturale dell'uomo sulla Terra. La Convenzione sulla Protezione del Patrimonio Mondiale culturale e naturale, adottata dall'UNESCO nel 1972, prevede che i beni candidati possano essere iscritti nella Lista del Patrimonio Mondiale come patrimonio culturale, patrimonio naturale o paesaggio culturale.
La Repubblica di Corea ha accettato la convenzione il 14 settembre 1988, rendendo i suoi siti storici candidati includibili nella lista UNESCO. I primi tre siti della Corea del Sud, il tempio Haeinsa, il santuario di Jongmyo, e Bulguksa e Seokguram vennero aggiunti alla lista durante la 19ª sessione del Comitato del patrimonio mondiale a Berlino nel 1995. Al 2023, ci sono 16 siti patrimonio dell'UNESCO in Corea del Sud, e 12 candidati a far parte della lista.

## Siti patrimoni dell'umanità
| Nome                                                      | Foto | Ubicazione                                                             | Data inserimento | Criteri soddisfatti | Descrizione |
| --------------------------------------------------------- | ---- | ---------------------------------------------------------------------- | ---------------- | ------------------- | --- |
| Tempio Haeinsa                                            |      | Gyeongsang Meridionale                                                 | 1995             | IV VI               | Il tempio Haeinsa sul monte Gaya è il luogo di conservazione della Tripitaka Koreana, la più completa collezione di scritture buddhiste, incise su 80.000 tavolette di legno e risalenti alla prima metà del XVIII secolo. Gli edifici più importanti sono quelli del Janggyeong Panjeon (costruito probabilmente nel XV secolo proprio per ospitare la collezione) che rappresentano un esempio delle avanzate tecniche di conservazione adottate per preservare le tavolette dai cambi di umidità e temperatura.                                                              |
| Santuario di Jongmyo                                      |      | Seul                                                                   | 1995             | IV                  | Jongmyo è il più antico santuario confuciano giunto fino all'era moderna. Dedicato ai padri della dinastia Joseon, conserva le tavolette degli insegnamenti della dinastia stessa e la struttura originale risale alla fine del XIV secolo, anche se venne ricostruito dopo l'invasione giapponese(1592-98). La sala principale Jeongeon è la più lunga struttura di legno della Corea, con una facciata composta da venti colonne intervallate da porte. |
| Tempio sotterraneo di Seokguram nel complesso di Bulguksa |      | Gyeongsang Settentrionale                                              | 1995             | I IV                | Costruito nell'VIII secolo durante il periodo di Silla unificato, il tempio sotterraneo di Seokguram contiene una monumentale statua del Buddha, circondato dai suoi discepoli. Il tempio fa parte del complesso di Bulguksa, che fu costruito nel 774 per emulare il paradiso di Buddha. Venne danneggiato con l'invasione giapponese, durante la quale tutte le parti di legno furono bruciate. Sopravvissero però gli altari, i ponti, le pagode e i bronzi. |
| Complesso palaziale Changdeokgung                         |      | Seul                                                                   | 1997             | II III IV           | Il complesso palaziale Changdeokgung fu costruito al principio del XV secolo per ordine del re Taejong di Joseon in un luogo propizio secondo i principi geomantici. Comprende diversi edifici a uso residenziale e ufficiale inseriti in un giardino. |
| Fortezza di Hwaseong                                      |      | Gyeonggi                                                               | 1997             | II III              | La Fortezza di Hwaseong fu costruita a Suwon per volere del re Jeongjo nel XVIII secolo, in onore del padre, la cui tomba era stata trasferita proprio in quella zona. L'edificio presenta forti influenze dell'architettura militare sia del mondo orientale che occidentale, e fu costruito sfruttando il vantaggio geologico del territorio, dando vita a un'imponente cinta muraria di quasi 6 km, dotata di torri e bastioni. |
| Siti dolmenici di Gochang, Hwasun e Ganghwa               |      | Incheon Jeolla Settentrionale Jeolla Meridionale                       | 2000             | III                 | Nei cimiteri preistorici di Gochang, Hwasun e Ganghwa si concentrano centinaia di dolmen, uno dei principali artefatti nello studio della società della penisola coreana dell'età del bronzo. Il sito di Gochang presenta il maggior numero di dolmen (circa 1600) e, soprattutto nel caso di Hwasun, essendo aree di difficile accesso, le tombe sono rimaste quasi intoccate e quindi perfettamente conservate. Nella foto: dolmen di Ganghwa. |
| Aree storiche di Gyeongju                                 |      | Gyeongsang Settentrionale                                              | 2000             | II III              | Le aree storiche di Gyeongju riuniscono diversi esempi di arte buddhista risalenti a un periodo compreso tra il VII e il X secolo. La zona è divisa in cinque aree con diverse caratteristiche: il monte Namsan, la fortezza di Wolseong, le tombe di Daereungwon, il tempio di Hwangnyongsa e la fortezza di Sanseong. Di particolare importanza è anche l'Osservatorio Cheomseongdae (nella foto), il più antico osservatorio astronomico del continente, costruito durante il regno della regina Seondeok.                                                                   |
| Isola vulcanica di Jeju e tunnel di lava                  |      | Jeju                                                                   | 2007             | VII VIII            | L'isola vulcanica di Jeju e le sue gallerie di lava comprendono tre siti disposti su 18.846 ettari: il Geomunoreum, il Seongsan Ilchulbong e l'Hallasan. |
| Tombe reali della dinastia Joseon                         |      | Gyeonggi Seul Gangwon                                                  | 2009             | III IV VI           | Le tombe reali sono 40, sparse in oltre 18 località, principalmente nell'area della capitale Seul (allora Hanyang). Vennero costruite nell'arco di circa cinque secoli, dal 1408 al 1996, per rendere omaggio alla memoria degli antenati e celebrare le loro imprese, affermando allo stesso tempo l'autorità della famiglia reale. Nella foto: tomba di Sejong il Grande. |
| Villaggi storici di Hahoe e Yangdong                      |      | Gyeongsang Settentrionale                                              | 2010             | III IV              | Fondati nella provincia del Gyeongsang settentrionale tra il XIV e il XV secolo, Hahoe e Yangdong sono un esempio di villaggi basati sull'appartenenza allo stesso clan. L'organizzazione dei villaggi rispecchia il tipico ordinamento della tradizione confuciana, con una netta distinzione tra le ampie abitazioni in legno dell'aristocrazia yangban e quelle di terra con il tetto di paglia della gente comune. Nella foto: Hahoe. |
| Namhansanseong                                            |      | Gyeonggi                                                               | 2014             | II IV               | Inizialmente Namhansanseong era una capitale d'emergenza della dinastia Joseon a circa 25 km da Seul in direzione sud-est. I resti più antichi risalgono al VII secolo, ma venne ricostruita più e più volte, soprattutto al principio del XVII secolo, in previsione di una invasione da parte della Cina della dinastia Manciù-Qing. Nella foto: il cancello settentrionale. |
| Aree storiche di Baekje                                   |      | Chungcheong Meridionale Jeolla Settentrionale                          | 2015             | II III              | Le aree storiche di Baekje sono otto siti archeologici disseminati nelle città di Gongju, Buyeo e Iksan. Risalgono a un periodo compreso tra il 475 e il 660 d.C. corrispondente alla fase finale del Regno di Baekje, ed erano un crocevia per gli scambi di merci e idee tra Cina, Giappone e Corea. I siti sono la fortezza di Gonsanseong e le tombe reali a Songsan-ri (Gongju); la fortezza di Busosanseong, le tombe a Neungsan-ri, il tempio di Jeongnimsa e le mura esterne di Sabi (Buyeo); i resti del palazzo reale di Wanggung-ri e il tempio di Mireuksa (Iksan). |
| Sansa, monasteri buddhisti di montagna in Corea           |      | varie ubicazioni                                                       | 2018             | III                 | I Sansa sono monasteri buddhisti di montagna situati nelle province meridionali della Repubblica di Corea. Presentano delle caratteristiche tipiche dell'architettura sacra della penisola come il madang (il cortile) sul quale si affacciano quattro edifici: la Sala del Buddha, il padiglione, l'aula magna e il dormitorio. I templi protetti sono sette: Tongdosa, Buseoksa, Bongjeongsa, Beopjusa (nella foto), Magoksa, Seonamsa e Daeheungsa. |
| Seowon                                                    |      | varie ubicazioni                                                       | 2019             | III                 | Le accademia neoconfuciane coreane vennero costruite durante il periodo Joseon principalmente nel centro e nel meridione della Repubblica di Corea, ai piedi delle montagne e nelle vicinanze di corsi d'acqua. Le accademie protette sono nove: Sosu, Namgye, Oksan, Dosan (nella foto), Piram, Dodong, Byeongsan, Museong e Donam. |
| Getbol                                                    |      | Jeolla Settentrionale Chungcheong Meridionale Jeolla Meridionale       | 2021             | X                   | I Getbol sono piane di marea. Il sito è costituito da quattro diverse zone: Boseong-Suncheon, Gochang (nella foto), Seocheon e Shinan. |
| Tumuli di Gaya                                            |      | Gyeongsang Meridionale Gyeongsang Settentrionale Jeolla Settentrionale | 2023             | III                 | I tumuli di Gaya sono sette siti cimiteriali attribuiti alla confederazione di Gaya, che occupò la parte meridionale della penisola coreana dal I al VI secolo a. C. Nella foto, il tumulo di Marisan. |

## Candidature
Affinché un sito possa essere inserito all'interno dell'elenco del patrimonio mondiale dell'umanità, si deve seguire un iter che inizia con la redazione della tentative list, ovvero una lista di siti che il Paese interessato considera meritevoli di far parte dei patrimoni.  Un sito non presente in questa lista non verrà preso in considerazione durante gli annuali incontri del Comitato del Patrimonio Mondiale dell'UNESCO. Ogni sito dichiarato Patrimonio dell'Umanità viene automaticamente cancellato dalla tentative list.
Al 2023, la Corea del Sud ha dodici siti candidati sulla tentative list:
1. Il sito archeologico di Kangjingun Kiln (dal 1994)
2. La riserva naturale del monte Soraksan (dal 1994)
3. I siti di fossili di dinosauro lungo la costa meridionale (dal 2002)
4. Le antiche fortezze sulle montagne della Corea centrale (dal 2010)
5. I petroglifi di Daegokcheon (dal 2010)
6. Le saline di Yeonggwang e Sinan (dal 2010)
7. Le zone umide di Upo (dal 2011)
8. Naganeupseong, città fortezza e villaggio (dal 2011)
9. Il villaggio di Oeam (dal 2011)
10. Mura della città di Seul (dal 2011)
11. Buddha di pietra e pagode presso il Tempio Unjusa di Hwasun (dal 2017)
12. Resti archeologici del tempio Hoeamsa di Yangju (dal 2022)